# Faisal Halim
Mohamad Faisal bin Abdul Halim (Jawi محمد فيصل بن عبدالحليم; * 7. Januar 1998 in Seberang Jaya) ist ein malaysischer Fußballspieler.

## Karriere

### Verein
Der Linksaußen entstammt der Jugend des Penang FC und absolvierte dort 2015 seine ersten Ligaspiele für den damaligen Zweitligisten. Dann folgten sechs Spielzeiten für den  Sri Pahang FC in der Malaysia Super League. In dieser Zeit gewann Halim einmal den Malaysia FA Cup. Von 2021 bis 2022 war er für den Ligarivalen Terengganu FC aktiv und aktuell steht er beim Selangor FC unter Vertrag.

### Nationalmannschaft
Nachdem er schon in diversen Jugendauswahlen zum Einsatz kam,  gab Halim am 2. Juni 2019 im Testspiel gegen Nepal sein Debüt für die malaysische A-Nationalmannschaft. Beim 2:0-Heimsieg im Bukit Jalil-Nationalstadion von Kuala Lumpur wurde er in der 61. Minute für Safawi Rasid eingewechselt. Mit der Auswahl nahm Halim bisher an den Südostasienmeisterschaften 2021 und 2022 teil.

## Erfolge
Sri Pahang FC
- Malaysischer Pokalsieger: 2018

## Sonstiges
Am 5. Mai 2024 wurde Faisal Halim in einem Einkaufszentrum außerhalb von Kuala Lumpur Opfer eines Säureangriffs und erlitt dabei Verbrennungen zweiten Grades am Hals, an der linken Schulter, den Händen und der Brust. Die Polizei konnte einen Verdächtigen festnehmen, das Tatmotiv ist noch unklar. Drei Tage zuvor wurde Nationalmannschaftskollege Akhyar Rashid bei einem Raubüberfall vor seinem Haus im Bundesstaat Terengganu ebenfalls verletzt.